# Открытый чемпионат Китая по теннису 2007
Открытый чемпионат Китая 2007 (англ. 2007 China Open) — ежегодный профессиональный теннисный турнир в международной серии ATP для мужчин и 2-й категории WTA для женщин. Проводится на открытых хардовых кортах в Пекине, Китай. В 2007 году соревнования прошли с 10 по 23 сентября (первую неделю — мужские, вторую — женские).
Прошлогодние победители:
- мужской одиночный разряд —  Маркос Багдатис
- женский одиночный разряд —  Светлана Кузнецова
- мужской парный разряд —  Марио Анчич /  Махеш Бхупати
- женский парный разряд —  Вирхиния Руано Паскуаль /  Паола Суарес

## Соревнования

### Мужской одиночный разряд
Фернандо Гонсалес обыграл  Томми Робредо со счётом 6-1, 3-6, 6-1

### Женский одиночный разряд
Агнеш Савай обыграла  Елену Янкович со счётом 6-7(7), 7-5, 6-2

### Мужской парный разряд
Рик де Вуст /  Эшли Фишер обыграли  Криса Хаггарда /  Лу Яньсюня со счётом 6-7(3), 6-0, 10-6

### Женский парный разряд
Чжуан Цзяжун /  Се Шувэй обыграли  Хань Синьюнь /  Сюй Ифань со счётом 7-6(2), 6-3